# Korsslamkrypa
Korsslamkrypa (Elatine hydropiper) är en slamkrypeväxtart som beskrevs av Carl von Linné. Enligt Catalogue of Life ingår Korsslamkrypa i släktet slamkrypor och familjen slamkrypeväxter, men enligt Dyntaxa är tillhörigheten istället släktet slamkrypor och familjen slamkrypeväxter. Arten är reproducerande i Sverige. Inga underarter finns listade i Catalogue of Life.